# منتخب أفغانستان لكرة السلة
منتخب أفغانستان لكرة السلة هو ممثل أفغانستان الرسمي في المنافسات الدولية في كرة السلة. ينتمي إلى منطقة الاتحاد الآسيوي لكرة السلة. انضم إلى الاتحاد الدولي لكرة السلة في 1968.